# Wit-Rusland op de Olympische Zomerspelen 2020
Wit-Rusland nam deel aan de Olympische Zomerspelen 2020 in Tokio, Japan.

## Medailleoverzicht
| Medaille | Naam                                                               | Sport                | Onderdeel             | Datum      |
| -------- | ------------------------------------------------------------------ | -------------------- | --------------------- | ---------- |
| Goud     | Ivan Litvinovich                                                   | Trampoline           | trampoline (m)        | 31 juli    |
|          |                                                                    |                      |                       |            |
| Zilver   | Iryna Kurachkina                                                   | Worstelen            | -57kg vrije stijl (v) | 5 augustus |
| Zilver   | Magomedkhabib Kadimagomedov                                        | Worstelen            | -74kg vrije stijl (m) | 6 augustus |
| Zilver   | Volha Khudzenka Maryna Litvinchuk Marharyta Makhneva Nadzeya Papok | Kanovaren            | K-4 500m (v)          | 7 augustus |
|          |                                                                    |                      |                       |            |
| Brons    | Maksim Nedasekau                                                   | Atletiek             | hoogspringen (m)      | 1 augustus |
| Brons    | Vanesa Kaladzinskaya                                               | Worstelen            | -53kg vrije stijl (v) | 6 augustus |
| Brons    | Alina Harnasko                                                     | Ritmische gymnastiek | individueel (v)       | 7 augustus |

## Atleten
| sport            | mannen | vrouwen | totaal |
| ---------------- | ------ | ------- | ------ |
| Atletiek         | 12     | 18      | 30     |
| Boksen           | 4      | 0       | 4      |
| Boogschieten     | 0      | 3       | 3      |
| Gewichtheffen    | 1      | 1       | 2      |
| Gymnastiek       | 3      | 7       | 10     |
| Judo             | 2      | 1       | 3      |
| Kanovaren        | 6      | 10      | 16     |
| Moderne vijfkamp | 1      | 2       | 3      |
| Paardensport     | 2      | 0       | 2      |
| Roeien           | 2      | 3       | 5      |
| Schietsport      | 1      | 2       | 3      |
| Synchroonzwemmen | 0      | 2       | 2      |
| Tennis           | 2      | 1       | 3      |
| Wielersport      | 2      | 2       | 4      |
| Worstelen        | 5      | 3       | 8      |
| Zeilen           | 1      | 1       | 2      |
| Zwemmen          | 4      | 2       | 6      |
| totaal           | 48     | 58      | 106    |

## Sporten

### Atletiek
Tijdens de spelen ontstond heel wat ophef rond enkele atleten. Voor de 4x400 meter bij de dames werden op 28 juli Hanna Mikhailava en Krystsina Muliarchyk uitgesloten wegens onvoldoende getest op doping. Deze situatie dwong de sportautoriteiten om hen te vervangen. Sprintster Krystsina Tsimanouskaya werd gekozen als een van de vervangers. Zelf beweerde ze echter dat deze beslissing genomen werd zonder haar toestemming en uitte zo kritiek op de nationale sportautoriteiten.
Op 1 augustus werd Tsimanouskaya door de nationale sportautoriteiten uit verdere competities gezet, naar verluidt als gevolg van haar kritiek. Op dezelfde dag probeerden de Wit-Russische sportfunctionarissen haar tegen haar wil in een vliegtuig te zetten. Ze zocht bescherming bij de politie op de luchthaven van Tokio en verklaarde dat ze niet van plan was terug te keren naar Wit-Rusland. Volgens de functionarissen van het nationale atletiekteam werd ze na medisch onderzoek van school gestuurd vanwege haar "emotionele en psychologische toestand", maar Tsimanouskaya ontkende die verklaring. Ze vroeg het Internationaal Olympisch Comité om hulp.
Mannen
Loopnummers
| atleet                | onderdeel         | series | series | kwartfinale | kwartfinale | halve finale   | halve finale   | finale         | finale         |
| atleet                | onderdeel         | tijd   | rang   | tijd        | rang        | tijd           | rang           | tijd           | rang           |
| --------------------- | ----------------- | ------ | ------ | ----------- | ----------- | -------------- | -------------- | -------------- | -------------- |
| Vitali Parakhonkan    | 110m horden       | 13,61  | 5      | n.v.t.      | n.v.t.      | niet geplaatst | niet geplaatst | niet geplaatst | niet geplaatst |
| Aliaksandr Liakhovich | 20km snelwandelen | n.v.t. | n.v.t. | n.v.t.      | n.v.t.      | n.v.t.         | n.v.t.         | 1:31.28        | 45             |
| Dzmitry Dziubin       | 50km snelwandelen | n.v.t. | n.v.t. | n.v.t.      | n.v.t.      | n.v.t.         | n.v.t.         | 4:00.25        | 22             |

Technische nummers
| atleet             | onderdeel      | kwalificaties | kwalificaties | finale         | finale         |
| atleet             | onderdeel      | afstand       | rang          | afstand        | rang           |
| ------------------ | -------------- | ------------- | ------------- | -------------- | -------------- |
| Dzmitry Nabokau    | hoogspringen   | 2,25          | 14            | niet geplaatst | niet geplaatst |
| Maksim Nedasekau   | hoogspringen   | 2,28          | 12 q          | 2,37 NR        | Brons          |
| Yauheni Bahutski   | discuswerpen   | 58,65         | 27            | niet geplaatst | niet geplaatst |
| Aliaksei Katkavets | speerwerpen    | 82,72         | 9 q           | 83,71          | 6              |
| Pavel Mialeshka    | speerwerpen    | 82,64         | 11 q          | 82,28          | 10             |
| Hleb Dudarau       | kogelslingeren | 71,60         | 27            | niet geplaatst | niet geplaatst |
| Ivan Tsikhan       | kogelslingeren | 74,57         | 18            | niet geplaatst | niet geplaatst |
| Yury Vasilchanka   | kogelslingeren | 74,00         | 19            | niet geplaatst | niet geplaatst |

Meerkamp
| atleet      | onderdeel | onderdeel | 100 m | vs   | ks    | hs   | 400 m | 110 h | dw    | ph   | sw    | 1500 m  | totaal | rang |
| ----------- | --------- | --------- | ----- | ---- | ----- | ---- | ----- | ----- | ----- | ---- | ----- | ------- | ------ | ---- |
| Vitali Zhuk | tienkamp  | res.      | 11,04 | 6,93 | 16,23 | 1,96 | 49,22 | 14,95 | 47,01 | 5,10 | 59,49 | 4.42,57 | 8131   | 13   |
| Vitali Zhuk | tienkamp  | pnt.      | 852   | 797  | 865   | 767  | 851   | 856   | 808   | 941  | 730   | 664     | 8131   | 13   |

Vrouwen
Loopnummers
| atlete                                                                           | onderdeel          | series  | series | kwartfinale | kwartfinale | halve finale   | halve finale   | finale         | finale         |
| atlete                                                                           | onderdeel          | tijd    | rang   | tijd        | rang        | tijd           | rang           | tijd           | rang           |
| -------------------------------------------------------------------------------- | ------------------ | ------- | ------ | ----------- | ----------- | -------------- | -------------- | -------------- | -------------- |
| Krystsina Tsimanouskaya                                                          | 100 m              | bye     | bye    | 11,47       | 3           | niet geplaatst | niet geplaatst | niet geplaatst | niet geplaatst |
| Krystsina Tsimanouskaya                                                          | 200 m              | DNS     | DNS    | n.v.t.      | n.v.t.      | niet geplaatst | niet geplaatst | niet geplaatst | niet geplaatst |
| Elvira Herman                                                                    | 100 m horden       | 12,95   | 4 Q    | n.v.t.      | n.v.t.      | 12,71          | 5              | niet geplaatst | niet geplaatst |
| Yuliya Bliznets(S) Elvira Herman(S) Aliaksandra Khilmanovich(S) Asteria Limai(S) | 4x400 m            | 3.33,00 | 8      | n.v.t.      | n.v.t.      | n.v.t.         | n.v.t.         | niet geplaatst | niet geplaatst |
| Volha Mazuronak                                                                  | marathon           | n.v.t.  | n.v.t. | n.v.t.      | n.v.t.      | n.v.t.         | n.v.t.         | 2:29.06        | 5              |
| Nina Savina                                                                      | marathon           | n.v.t.  | n.v.t. | n.v.t.      | n.v.t.      | n.v.t.         | n.v.t.         | 2:38.41        | 50             |
| Anastasiya Rarouskaya                                                            | 20 km snelwandelen | n.v.t.  | n.v.t. | n.v.t.      | n.v.t.      | n.v.t.         | n.v.t.         | 1:35.09        | 23             |
| Viktoryia Rashchupkina                                                           | 20 km snelwandelen | n.v.t.  | n.v.t. | n.v.t.      | n.v.t.      | n.v.t.         | n.v.t.         | 1:43.33        | 49             |
| Anna Terlyukevich                                                                | 20 km snelwandelen | n.v.t.  | n.v.t. | n.v.t.      | n.v.t.      | n.v.t.         | n.v.t.         | 1:37.22        | 31             |

Technische nummers
| atlete                      | onderdeel            | kwalificaties | kwalificaties | finale         | finale         |
| atlete                      | onderdeel            | afstand       | rang          | afstand        | rang           |
| --------------------------- | -------------------- | ------------- | ------------- | -------------- | -------------- |
| Nastassia Mironchyk-Ivanova | verspringen          | 6,55          | 14            | niet geplaatst | niet geplaatst |
| Viyaleta Skvartsova         | hink-stap-springen   | 14,05         | 18            | niet geplaatst | niet geplaatst |
| Karyna Demidik              | hoogspringen         | 1,90          | 19            | niet geplaatst | niet geplaatst |
| Iryna Zhuk                  | polsstokhoogspringen | 4,55          | 8 q           | 4,50           | 8              |
| Aliona Dubitskaya           | kogelstoten          | 18,89         | 3 Q           | 18,73          | 9              |
| Tatsiana Khaladovich        | speerwerpen          | 60,78         | 13            | niet geplaatst | niet geplaatst |
| Hanna Malyshchyk            | kogelslingeren       | 70,80         | 13            | niet geplaatst | niet geplaatst |
| Nastassia Maslava           | kogelslingeren       | 65,15         | 28            | niet geplaatst | niet geplaatst |

### Boksen
Mannen
| atleet                | onderdeel     | eerste ronde         | tweede ronde               | kwartfinale          | halve finale         | finale               | rang           |
| atleet                | onderdeel     | tegenstander uitslag | tegenstander uitslag       | tegenstander uitslag | tegenstander uitslag | tegenstander uitslag | rang           |
| --------------------- | ------------- | -------------------- | -------------------------- | -------------------- | -------------------- | -------------------- | -------------- |
| Dzmitry Asanau        | lichtgewicht  | Al-Kasbeh W 5 - 0    | Oliveira V 2 - 3           | niet geplaatst       | niet geplaatst       | niet geplaatst       | niet geplaatst |
| Aliaksandr Radzionau  | weltergewicht | Ekinci W 3 - 2       | McCormack V 0 - 5          | niet geplaatst       | niet geplaatst       | niet geplaatst       | niet geplaatst |
| Vitali Bandarenka     | middelgewicht | Isley V 0 - 5        | niet geplaatst             | niet geplaatst       | niet geplaatst       | niet geplaatst       | niet geplaatst |
| Uladzislau Smiahlikau | zwaargewicht  | bye                  | Plodzicki-Faoagali W 4 - 1 | Nyika V 0 - 5        | niet geplaatst       | niet geplaatst       | niet geplaatst |

### Boogschieten
Vrouwen
| atleet                                                | onderdeel   | plaatsingsronde | plaatsingsronde | eerste ronde         | tweede ronde         | derde ronde          | kwartfinale          | halve finale         | finale / BM          | finale / BM |
| atleet                                                | onderdeel   | score           | rang            | tegenstander uitslag | tegenstander uitslag | tegenstander uitslag | tegenstander uitslag | tegenstander uitslag | tegenstander uitslag | rang        |
| ----------------------------------------------------- | ----------- | --------------- | --------------- | -------------------- | -------------------- | -------------------- | -------------------- | -------------------- | -------------------- | ----------- |
| Karyna Dziominskaya                                   | individueel | 642             | 29              | D Siddique W 6 – 5   | A Valencia V 3 – 7   | niet geplaatst       | niet geplaatst       | niet geplaatst       | niet geplaatst       | 17          |
| Karyna Kazlouskaya                                    | individueel | 607             | 61              | A Valencia V 0 – 6   | niet geplaatst       | niet geplaatst       | niet geplaatst       | niet geplaatst       | niet geplaatst       | 33          |
| Hanna Marusava                                        | individueel | 633             | 39              | L Unruh W 6 – 4      | A Yamauchi W 6 – 0   | L Boari V 5 – 6      | niet geplaatst       | niet geplaatst       | niet geplaatst       | 9           |
| Karyna Dziominskaya Karyna Kazlouskaya Hanna Marusava | team        | 1882            | 12              | China W 5 – 3        | n.v.t.               | n.v.t.               | Japan W 5 – 3        | Zuid-Korea V 1 – 5   | Duitsland V 1 – 5    | 4           |

### Gewichtheffen
Mannen
| atlete              | onderdeel | trekken | trekken | stoten | stoten | totaal | rang |
| atlete              | onderdeel | score   | rang    | score  | rang   | totaal | rang |
| ------------------- | --------- | ------- | ------- | ------ | ------ | ------ | ---- |
| Yauheni Tsikhantsou | -96 kg    | 173     | 6       | 201    | DNF    | DNF    | DNF  |

Vrouwen
| atlete        | onderdeel | trekken | trekken | stoten | stoten | totaal | rang |
| atlete        | onderdeel | score   | rang    | score  | rang   | totaal | rang |
| ------------- | --------- | ------- | ------- | ------ | ------ | ------ | ---- |
| Darya Naumava | -76 kg    | 103     | 6       | 131    | 5      | 234    | 5    |

### Gymnastiek

#### Turnen
Wit-Rusland deed aanvankelij metk twee artistieke gymnasten mee aan de Olympische competitie. Anastasiya Alistratava boekte een plek in het individuele allroundevenement voor vrouwen door als vijftiende te eindigen van de twintig gymnasten die in aanmerking kwamen voor kwalificatie op de Wereldkampioenschappen 2019 in Stuttgart , Duitsland. Ook ontving Andrey Likhovitskiy een reserveplaats voor de toestelevenementen, als een van de zeven hoogst gerangschikte gymnasten, niet deel uitmakend van een team, noch rechtstreeks gekwalificeerd, op hetzelfde toernooi.
Alistratava trok zich in juli 2021 terug en haar plek werd gegeven aan teamgenoot Hanna Traukova. Likhovitskiy trok zich ook terug; zijn plek werd echter gegeven aan de Tsjechische turner David Jessen.
Vrouwen
| atlete         | onderdeel | kwalificatie | kwalificatie | kwalificatie | kwalificatie | kwalificatie | kwalificatie | finale         | finale         | finale         | finale         | finale         | finale         |
| atlete         | onderdeel | toestel      | toestel      | toestel      | toestel      | totaal       | positie      | toestel        | toestel        | toestel        | toestel        | totaal         | positie        |
| atlete         | onderdeel | sprong       | brug         | balk         | vloer        | totaal       | positie      | sprong         | brug           | balk           | vloer          | totaal         | positie        |
| -------------- | --------- | ------------ | ------------ | ------------ | ------------ | ------------ | ------------ | -------------- | -------------- | -------------- | -------------- | -------------- | -------------- |
| Hanna Traukova | meerkamp  | 12,600       | 11,966       | 10,833       | 10,833       | 46,232       | 77           | niet geplaatst | niet geplaatst | niet geplaatst | niet geplaatst | niet geplaatst | niet geplaatst |

#### Ritmisch
| atlete           | onderdeel   | kwalificatie | kwalificatie | kwalificatie | kwalificatie | kwalificatie | kwalificatie | finale | finale | finale  | finale | finale  | finale |
| atlete           | onderdeel   | hoepel       | bal          | knotsen      | lint         | totaal       | rang         | hoepel | bal    | knotsen | lint   | totaal  | rang   |
| ---------------- | ----------- | ------------ | ------------ | ------------ | ------------ | ------------ | ------------ | ------ | ------ | ------- | ------ | ------- | ------ |
| Alina Harnasko   | individueel | 26,400       | 27,200       | 23,900       | 21,750       | 99,250       | 4 Q          | 26,500 | 27,500 | 27,400  | 21,100 | 102,700 | Brons  |
| Anastasiia Salos | individueel | 25,700       | 26,300       | 24,550       | 22,600       | 99,150       | 5 Q          | 25,425 | 23,000 | 24,950  | 21,800 | 95,175  | 8      |

| atlete                                                                                         | onderdeel | kwalificatie | kwalificatie         | kwalificatie | kwalificatie | finale   | finale               | finale | finale |
| atlete                                                                                         | onderdeel | 5 linten     | 3 knotsen, 2 hoepels | totaal       | rang         | 5 linten | 3 knotsen, 2 hoepels | totaal | rang   |
| ---------------------------------------------------------------------------------------------- | --------- | ------------ | -------------------- | ------------ | ------------ | -------- | -------------------- | ------ | ------ |
| Hanna Haidukevich Anastasiya Malakanava Anastasiya Rybakova Arina Tsitsilina Karyna Yarmolenka | team      | 36,000       | 43,650               | 79,650       | 8 Q          | 45,750   | 38,300               | 84,050 | 5      |

#### Trampoline
Mannen
| atleet               | onderdeel  | kwalificaties | kwalificaties | finale | finale |
| atleet               | onderdeel  | score         | rang          | score  | rang   |
| -------------------- | ---------- | ------------- | ------------- | ------ | ------ |
| Uladzislau Hancharou | trampoline | 113,400       | 2 Q           | 60,656 | 4      |
| Ivan Litvinovich     | trampoline | 113,555       | 1 Q           | 61,715 | Goud   |

### Judo
Mannen
| atleet         | onderdeel | eerste ronde         | tweede ronde         | derde ronde             | kwartfinale          | halve finale         | herkansing           | finale / BM          | finale / BM    |
| atleet         | onderdeel | tegenstander uitslag | tegenstander uitslag | tegenstander uitslag    | tegenstander uitslag | tegenstander uitslag | tegenstander uitslag | tegenstander uitslag | rang           |
| -------------- | --------- | -------------------- | -------------------- | ----------------------- | -------------------- | -------------------- | -------------------- | -------------------- | -------------- |
| Dzmitry Minkou | −60 kg    | n.v.t.               | El-Idrissi W 10–00   | Yondonperenlein V 00–10 | niet geplaatst       | niet geplaatst       | niet geplaatst       | niet geplaatst       | niet geplaatst |
| Mikita Sviryd  | −100 kg   | n.v.t.               | Frey V 00-10         | niet geplaatst          | niet geplaatst       | niet geplaatst       | niet geplaatst       | niet geplaatst       | niet geplaatst |

Vrouwen
| atlete           | onderdeel | eerste ronde         | tweede ronde         | derde ronde          | kwartfinale          | halve finale         | herkansing           | finale / BM          | finale / BM    |
| atlete           | onderdeel | tegenstander uitslag | tegenstander uitslag | tegenstander uitslag | tegenstander uitslag | tegenstander uitslag | tegenstander uitslag | tegenstander uitslag | rang           |
| ---------------- | --------- | -------------------- | -------------------- | -------------------- | -------------------- | -------------------- | -------------------- | -------------------- | -------------- |
| Maryna Slutskaya | +78 kg    | n.v.t.               | Wood W 10-00         | Han M-j V 00-10      | niet geplaatst       | niet geplaatst       | niet geplaatst       | niet geplaatst       | niet geplaatst |

### Kanovaren

#### Sprint
Mannen
| atleet                                                              | onderdeel  | series   | series | kwartfinale | kwartfinale | halve finale | halve finale | finale   | finale |
| atleet                                                              | onderdeel  | tijd     | rang   | tijd        | rang        | tijd         | rang         | tijd     | rang   |
| ------------------------------------------------------------------- | ---------- | -------- | ------ | ----------- | ----------- | ------------ | ------------ | -------- | ------ |
| Aleh Yurenia                                                        | K-1 1000 m | 3.43,444 | 1 HF   | bye         | bye         | 3.27,323     | 6 FB         | 3.27,190 | 12     |
| Mikita Borykau Aleh Yurenia                                         | K-2 1000 m | 3.18,952 | 5 KF   | 3.10,126    | 1 HF        | 3.18,875     | 3 FA         | 3.17,769 | 7      |
| Mikita Borykau Ilya Fedarenka Uladzislau Litvinau Dzmitry Natynchyk | K-4 500 m  | 1.22,896 | 3 KF   | 1.23,848    | 2 HF        | 1.24,206     | 3 FA         | 1.24,510 | 5      |

Vrouwen
| atlete                                                             | onderdeel | series   | series | kwartfinale | kwartfinale | halve finale | halve finale | finale   | finale |
| atlete                                                             | onderdeel | tijd     | rang   | tijd        | rang        | tijd         | rang         | tijd     | rang   |
| ------------------------------------------------------------------ | --------- | -------- | ------ | ----------- | ----------- | ------------ | ------------ | -------- | ------ |
| Alena Nazdrova                                                     | C-1 200 m | 46,731   | 3 KF   | 46,950      | 1 HF        | 48,120       | 5 FB         | 48,085   | 11     |
| Nadzeya Makarchanka Daryna Pikuleva                                | C-2 500 m | 2.09,799 | 6 KF   | 2.04,951    | 3 HF        | 2.07,205     | 5 FB         | 2.04,351 | 10     |
| Volha Khudzenka                                                    | K-1 500 m | 1.50,732 | 3 HF   | bye         | bye         | 1.52,755     | 3 FB         | 1.55,933 | 14     |
| Maryna Litvinchuk                                                  | K-1 500 m | 1.49,606 | 2 HF   | bye         | bye         | 1.56,386     | 5 FC         | 1.57,057 | 22     |
| Volha Khudzenka Maryna Litvinchuk                                  | K-2 500 m | 1.43,377 | 2 HF   | bye         | bye         | 1.37,198     | 3 FA         | 1.37,647 | 6      |
| Volha Khudzenka Maryna Litvinchuk Marharyta Makhneva Nadzeya Papok | K-4 500 m | 1.34,785 | 3 KF   | 1.35,534    | 1 HF        | 1.36,672     | 2 FA         | 1.35,073 | Zilver |

### Moderne vijfkamp
Mannen
| atlete        | onderdeel        | schermen (degen) | schermen (degen) | schermen (degen) | schermen (degen) | zwemmen (200 m vrije slag) | zwemmen (200 m vrije slag) | zwemmen (200 m vrije slag) | paardrijden (springen) | paardrijden (springen) | paardrijden (springen) | combinatie: schieten/lopen (10 m luchtpistool)/(3200 m) | combinatie: schieten/lopen (10 m luchtpistool)/(3200 m) | combinatie: schieten/lopen (10 m luchtpistool)/(3200 m) | totaal punten | rang |
| atlete        | onderdeel        | RR               | BR               | rang             | punten           | tijd                       | rang                       | punten                     | strafpunten            | rang                   | punten                 | tijd                                                    | rang                                                    | punten                                                  | totaal punten | rang |
| ------------- | ---------------- | ---------------- | ---------------- | ---------------- | ---------------- | -------------------------- | -------------------------- | -------------------------- | ---------------------- | ---------------------- | ---------------------- | ------------------------------------------------------- | ------------------------------------------------------- | ------------------------------------------------------- | ------------- | ---- |
| Ilya Palazkov | moderne vijfkamp | 24-11            | 0                | 3                | 244              | 2.01,15                    | 14                         | 308                        | 83,21                  | 29                     | 262                    | 11.35,78                                                | 24                                                      | 605                                                     | 1419          | 17   |

Vrouwen
| atlete                | onderdeel        | schermen (degen) | schermen (degen) | schermen (degen) | schermen (degen) | zwemmen (200 m vrije slag) | zwemmen (200 m vrije slag) | zwemmen (200 m vrije slag) | paardrijden (springen) | paardrijden (springen) | paardrijden (springen) | combinatie: schieten/lopen (10 m luchtpistool)/(3200 m) | combinatie: schieten/lopen (10 m luchtpistool)/(3200 m) | combinatie: schieten/lopen (10 m luchtpistool)/(3200 m) | totaal punten | rang |
| atlete                | onderdeel        | RR               | BR               | rang             | punten           | tijd                       | rang                       | punten                     | strafpunten            | rang                   | punten                 | tijd                                                    | rang                                                    | punten                                                  | totaal punten | rang |
| --------------------- | ---------------- | ---------------- | ---------------- | ---------------- | ---------------- | -------------------------- | -------------------------- | -------------------------- | ---------------------- | ---------------------- | ---------------------- | ------------------------------------------------------- | ------------------------------------------------------- | ------------------------------------------------------- | ------------- | ---- |
| Anastasiya Prokopenko | moderne vijfkamp | 18-17            | 0                | 15               | 208              | 2.25,01                    | 34                         | 260                        | 83,49                  | 22                     | 283                    | 11.49,38                                                | 4                                                       | 591                                                     | 1342          | 8    |
| Volha Silkina         | moderne vijfkamp | 21-14            | 1                | 12               | 217              | 2.15,22                    | 17                         | 280                        | 89,07                  | 23                     | 274                    | 12.59,81                                                | 23                                                      | 521                                                     | 1292          | 18   |

### Paardensport

#### Eventing
| ruiter             | paard           | onderdeel   | dressuur      | dressuur      | cross-country | cross-country | cross-country | springen      | springen      | springen      | springen       | springen       | springen       | totaal         | totaal         |
| ruiter             | paard           | onderdeel   | dressuur      | dressuur      | cross-country | cross-country | cross-country | kwalificatie  | kwalificatie  | kwalificatie  | finale         | finale         | finale         | totaal         | totaal         |
| ruiter             | paard           | onderdeel   | strafpunten   | rang          | strafpunten   | totaal        | rang          | strafpunten   | totaal        | rang          | strafpunten    | totaal         | rang           | strafpunten    | rang           |
| ------------------ | --------------- | ----------- | ------------- | ------------- | ------------- | ------------- | ------------- | ------------- | ------------- | ------------- | -------------- | -------------- | -------------- | -------------- | -------------- |
| Alexander Zelenko  | Carlo Grande Jr | individueel | 31,00         | 18            | 61,60         | 92,60         | 46            | opgave        | opgave        | opgave        | niet geplaatst | niet geplaatst | niet geplaatst | niet geplaatst | niet geplaatst |
| Aliaksandr Faminou | Martinie        | individueel | terugtrekking | terugtrekking | terugtrekking | terugtrekking | terugtrekking | terugtrekking | terugtrekking | terugtrekking | terugtrekking  | terugtrekking  | terugtrekking  | terugtrekking  | terugtrekking  |

### Roeien
Mannen
| atleet                          | onderdeel   | series  | series | herkansingen | herkansingen | kwartfinale | kwartfinale | halve finale | halve finale | finale  | finale |
| atleet                          | onderdeel   | tijd    | rang   | tijd         | rang         | tijd        | rang        | tijd         | rang         | tijd    | rang   |
| ------------------------------- | ----------- | ------- | ------ | ------------ | ------------ | ----------- | ----------- | ------------ | ------------ | ------- | ------ |
| Dzmitry Furman Siarhei Valadzko | twee-zonder | 7.05,65 | 4 H    | 6.52,82      | 3 HA/B       | n.v.t.      | n.v.t.      | 6.30,66      | 5 FB         | 6.25,88 | 8      |

Vrouwen
| atlete                    | onderdeel          | series  | series | herkansingen | herkansingen | kwartfinale | kwartfinale | halve finale | halve finale | finale  | finale |
| atlete                    | onderdeel          | tijd    | rang   | tijd         | rang         | tijd        | rang        | tijd         | rang         | tijd    | rang   |
| ------------------------- | ------------------ | ------- | ------ | ------------ | ------------ | ----------- | ----------- | ------------ | ------------ | ------- | ------ |
| Tatsiana Klimovich        | skiff              | 7.51,86 | 2 KF   | bye          | bye          | 8.09,04     | 4 HC/D      | 7.33,78      | 2 FC         | 7.39,53 | 13     |
| Alena Furman Ina Nikulina | lichte dubbel-twee | 7.10,15 | 4 H    | 7.26,99      | 2 HA/B       | n.v.t.      | n.v.t.      | 6.54,78      | 6 FB         | 6.57,84 | 11     |

Legenda: FA=finale A (medailles); FB=finale B (geen medailles); FC=finale C (geen medailles); FD=finale D (geen medailles); FE=finale E (geen medailles); FF=finale F (geen medailles); HA/B=halve finale A/B; HC/D=halve finale C/D; HE/F=halve finale E/F; KF=kwartfinale; H=herkansing

### Schietsport
Mannen
| atleet               | onderdeel               | kwalificaties | kwalificaties | finale         | finale         |
| atleet               | onderdeel               | punten        | rang          | punten         | rang           |
| -------------------- | ----------------------- | ------------- | ------------- | -------------- | -------------- |
| Yury Shcherbatsevich | 10 m luchtgeweer        | 626,6         | 15            | niet geplaatst | niet geplaatst |
| Yury Shcherbatsevich | 50 m geweer 3 houdingen | 1175          | 8 Q           | 406,3          | 7              |

Vrouwen
| atlete          | onderdeel               | kwalificaties | kwalificaties | finale         | finale         |
| atlete          | onderdeel               | punten        | rang          | punten         | rang           |
| --------------- | ----------------------- | ------------- | ------------- | -------------- | -------------- |
| Viktoria Chaika | 10 m luchtpistool       | 576           | 11            | niet geplaatst | niet geplaatst |
| Viktoria Chaika | 25 m pistool            | 571           | 36            | niet geplaatst | niet geplaatst |
| Maria Martynova | 10 m luchtgeweer        | 624,3         | 24            | niet geplaatst | niet geplaatst |
| Maria Martynova | 50 m geweer 3 houdingen | 1166          | 17            | niet geplaatst | niet geplaatst |

Gemengd
| atlete                               | onderdeel             | kwalificatie 1 | kwalificatie 1 | kwalificatie 2 | kwalificatie 2 | finale         | finale         |
| atlete                               | onderdeel             | punten         | rang           | punten         | rang           | punten         | rang           |
| ------------------------------------ | --------------------- | -------------- | -------------- | -------------- | -------------- | -------------- | -------------- |
| Yury Shcherbatsevich Maria Martynova | 10 m luchtgeweer team | 622,6          | 23             | niet geplaatst | niet geplaatst | niet geplaatst | niet geplaatst |

### Synchroonzwemmen
| atlete                             | onderdeel | technische routine | technische routine | vrije routine (voorronde) | vrije routine (voorronde) | vrije routine (voorronde) | vrije routine (finale) | vrije routine (finale)    | vrije routine (finale) |
| atlete                             | onderdeel | punten             | rang               | punten                    | totaal (technisch + vrij) | rang                      | punten                 | totaal (technisch + vrij) | rang                   |
| ---------------------------------- | --------- | ------------------ | ------------------ | ------------------------- | ------------------------- | ------------------------- | ---------------------- | ------------------------- | ---------------------- |
| Vasilina Khandoshka Daria Kulagina | duet      | 87,2101            | 10                 | 88,0333                   | 175,2434                  | 10 Q                      | 87,8000                | 175,0101                  | 11                     |

### Tennis
Mannen
| atleet                      | onderdeel  | eerste ronde            | tweede ronde                    | derde ronde               | kwartfinale          | halve finale         | finale / BM          | finale / BM    |                |
| atleet                      | onderdeel  | tegenstander uitslag    | tegenstander uitslag            | tegenstander uitslag      | tegenstander uitslag | tegenstander uitslag | tegenstander uitslag | rang           |                |
| --------------------------- | ---------- | ----------------------- | ------------------------------- | ------------------------- | -------------------- | -------------------- | -------------------- | -------------- | -------------- |
| Egor Gerasimov              | enkelspel  | Simon W 4-6, 6-3, 6-4   | Fognini V 4-6, 6-7(4-7)         | niet geplaatst            | niet geplaatst       | niet geplaatst       | niet geplaatst       | niet geplaatst |                |
| Ilya Ivashka                | enkelspel  | Monfils W 6-4, 4-6, 7-5 | Kukushin W 6-7(4-7), 6-3, 6-3   | Nishikori V 6-7(7-9), 0-6 | niet geplaatst       | niet geplaatst       | niet geplaatst       | niet geplaatst |                |
| Egor Gerasimov Ilya Ivashka | dubbelspel | n.v.t.                  | Daniell / Venus V 3-6, 6-7(6-8) | niet geplaatst            | niet geplaatst       | niet geplaatst       | niet geplaatst       | niet geplaatst | niet geplaatst |

Vrouwen
| atlete          | onderdeel | eerste ronde         | tweede ronde               | derde ronde          | kwartfinale          | halve finale         | finale / BM          | finale / BM    |
| atlete          | onderdeel | tegenstander uitslag | tegenstander uitslag       | tegenstander uitslag | tegenstander uitslag | tegenstander uitslag | tegenstander uitslag | rang           |
| --------------- | --------- | -------------------- | -------------------------- | -------------------- | -------------------- | -------------------- | -------------------- | -------------- |
| Aryna Sabalenka | enkelspel | Linette W 6-2, 6-1   | Vekić V 4-6, 6-3, 6-7(3-7) | niet geplaatst       | niet geplaatst       | niet geplaatst       | niet geplaatst       | niet geplaatst |

### Wielersport

#### Baanwielrennen
Mannen
Omnium
| atleet           | onderdeel | scratchrace | scratchrace | temporace | temporace | afvalrace | afvalrace | puntenrace | puntenrace | totaal punten | rang |
| atleet           | onderdeel | rang        | punten      | rang      | punten    | rang      | punten    | rang       | punten     | totaal punten | rang |
| ---------------- | --------- | ----------- | ----------- | --------- | --------- | --------- | --------- | ---------- | ---------- | ------------- | ---- |
| Yauheni Karaliok | omnium    | 18          | 6           | 14        | 14        | 18        | 6         | 10         | 50         | 76            | 12   |

Vrouwen
Omnium
| atlete             | onderdeel | scratchrace | scratchrace | temporace | temporace | afvalrace | afvalrace | puntenrace | puntenrace | totaal punten | rang |
| atlete             | onderdeel | rang        | punten      | rang      | punten    | rang      | punten    | rang       | punten     | totaal punten | rang |
| ------------------ | --------- | ----------- | ----------- | --------- | --------- | --------- | --------- | ---------- | ---------- | ------------- | ---- |
| Tatsjana Sjarakova | omnium    | 11          | 20          | 15        | 12        | 19        | 4         | 14         | 0          | 36            | 16   |

#### Wegwielrennen
Mannen
| atleet                | onderdeel    | tijd    | rang |
| --------------------- | ------------ | ------- | ---- |
| Aleksandr Riabushenko | wegwedstrijd | 6:21:46 | 66   |

Vrouwen
| atlete            | onderdeel    | tijd     | rang |
| ----------------- | ------------ | -------- | ---- |
| Alena Amjaljoesik | wegwedstrijd | 3:55:05  | 17   |
| Alena Amjaljoesik | tijdrit      | 33:21,41 | 16   |

### Worstelen

#### Grieks-Romeins
Mannen
| atleet          | onderdeel | eerste ronde         | kwartfinale          | halve finale         | herkansing           | finale / BM          | finale / BM |
| atleet          | onderdeel | tegenstander uitslag | tegenstander uitslag | tegenstander uitslag | tegenstander uitslag | tegenstander uitslag | rang        |
| --------------- | --------- | -------------------- | -------------------- | -------------------- | -------------------- | -------------------- | ----------- |
| Kiryl Maskevich | −87 kg    | Metwally V 1 - 4     | niet geplaatst       | niet geplaatst       | niet geplaatst       | niet geplaatst       | 15          |

#### Vrije stijl
Mannen
| atlete                      | onderdeel | eerste ronde         | kwartfinale          | halve finale         | herkansing           | finale / BM          | finale / BM |
| atlete                      | onderdeel | tegenstander uitslag | tegenstander uitslag | tegenstander uitslag | tegenstander uitslag | tegenstander uitslag | rang        |
| --------------------------- | --------- | -------------------- | -------------------- | -------------------- | -------------------- | -------------------- | ----------- |
| Magomedkhabib Kadimagomedov | −74 kg    | Garzón W 3 - 1       | Dake W 4 - 0         | Chamizo W 3 - 1      | bye                  | Sidakov V 0 -3       | Zilver      |
| Ali Shabanau                | −86 kg    | Taylor V 0 - 4       | niet geplaatst       | niet geplaatst       | Amine V 0 - 3        | niet geplaatst       | 16          |
| Aliaksandr Hushtyn          | −97 kg    | Salas V 3 - 4        | niet geplaatst       | niet geplaatst       | niet geplaatst       | niet geplaatst       | 12          |
| Dzianis Khramiankou         | −125 kg   | Mönkhtör V 1 - 3     | niet geplaatst       | niet geplaatst       | niet geplaatst       | niet geplaatst       | 9           |

Vrouwen
| atlete               | onderdeel | eerste ronde          | kwartfinale          | halve finale         | herkansing           | finale / BM          | finale / BM |
| atlete               | onderdeel | tegenstander uitslag  | tegenstander uitslag | tegenstander uitslag | tegenstander uitslag | tegenstander uitslag | rang        |
| -------------------- | --------- | --------------------- | -------------------- | -------------------- | -------------------- | -------------------- | ----------- |
| Vanesa Kaladzinskaya | −53 kg    | Ana W 4 - 0           | Phogat W 5 - 0       | Pang Q V 2 - 2       | bye                  | Winchester W 5 - 0   | Brons       |
| Iryna Kurachkina     | −57 kg    | Malik W 3 - 1         | Koblova W 3 - 1      | Nikolova W 4 - 0     | bye                  | Kawai V 0 - 3        | Zilver      |
| Vasilisa Marzaliuk   | −76 kg    | Rotter-Focken V 1 - 3 | niet geplaatst       | niet geplaatst       | Zhou Q V 1 - 3       | niet geplaatst       | 9           |

### Zeilen
Mannen
| atleet         | onderdeel | race | race | race | race | race | race | race | race | race | race | race | race | race           | netto punten | eindnotering |
| atleet         | onderdeel | 1    | 2    | 3    | 4    | 5    | 6    | 7    | 8    | 9    | 10   | 11   | 12   | M              | netto punten | eindnotering |
| -------------- | --------- | ---- | ---- | ---- | ---- | ---- | ---- | ---- | ---- | ---- | ---- | ---- | ---- | -------------- | ------------ | ------------ |
| Mikita Tsirkun | RS:X      | 17   | 10   | 23   | 17   | 26   | 19   | 21   | 12   | 18   | 23   | 20   | 20   | niet geplaatst | 200          | 18           |

Vrouwen
| atleet               | onderdeel    | race | race | race | race | race | race | race | race | race | race | race   | race   | race           | netto punten | eindnotering |
| atleet               | onderdeel    | 1    | 2    | 3    | 4    | 5    | 6    | 7    | 8    | 9    | 10   | 11     | 12     | M              | netto punten | eindnotering |
| -------------------- | ------------ | ---- | ---- | ---- | ---- | ---- | ---- | ---- | ---- | ---- | ---- | ------ | ------ | -------------- | ------------ | ------------ |
| Tatiana Drozdovskaya | Laser Radial | 25   | 22   | 20   | 25   | 20   | 8    | 17   | 19   | 23   | 19   | n.v.t. | n.v.t. | niet geplaatst | 173          | 21           |

### Zwemmen
Mannen
| atleet                                                        | onderdeel          | series  | series | halve finale   | halve finale   | finale         | finale         |
| atleet                                                        | onderdeel          | tijd    | rang   | tijd           | rang           | tijd           | rang           |
| ------------------------------------------------------------- | ------------------ | ------- | ------ | -------------- | -------------- | -------------- | -------------- |
| Ilya Shymanovich                                              | 100 m schoolslag   | 59,33   | 9 Q    | 59,08          | 7 Q            | 59,36          | 8              |
| Mikita Tsmyh                                                  | 100 m rugslag      | 54,88   | 33     | niet geplaatst | niet geplaatst | niet geplaatst | niet geplaatst |
| Yauhen Tsurkin                                                | 100 m vlinderslag  | 52,90   | 42     | niet geplaatst | niet geplaatst | niet geplaatst | niet geplaatst |
| Artsiom Machekin Ilya Shymanovich Mikita Tsmyh Yauhen Tsurkin | 4x100 m wisselslag | 3.34,82 | 12     | n.v.t.         | n.v.t.         | niet geplaatst | niet geplaatst |

Vrouwen
| atlete                                                                         | onderdeel         | series  | series | halve finale   | halve finale   | finale         | finale         |
| atlete                                                                         | onderdeel         | tijd    | rang   | tijd           | rang           | tijd           | rang           |
| ------------------------------------------------------------------------------ | ----------------- | ------- | ------ | -------------- | -------------- | -------------- | -------------- |
| Anastasiya Shkurdai                                                            | 100 m rugslag:    | DNS     | DNS    | niet geplaatst | niet geplaatst | niet geplaatst | niet geplaatst |
| Anastasiya Shkurdai                                                            | 100 m vlinderslag | 56,99   | 7 Q    | 57,19          | 8 Q            | 57,05          | 8              |
| Anastasiya Shkurdai                                                            | 100 m vrije slag  | 55,17   | 28     | niet geplaatst | niet geplaatst | niet geplaatst | niet geplaatst |
| Alina Zmushka                                                                  | 100 m schoolslag  | 1.07,58 | 21     | niet geplaatst | niet geplaatst | niet geplaatst | niet geplaatst |
| Alina Zmushka                                                                  | 200 m schoolslag  | 2.27,59 | 26     | niet geplaatst | niet geplaatst | niet geplaatst | niet geplaatst |
| Nastassia Karakouskaya Anastasiya Kuliashova Anastasiya Shkurdai Alina Zmushka | 4.00,29           | 12      | n.v.t. | n.v.t.         | niet geplaatst | niet geplaatst |                |

Gemengd
| atleet                                                                  | onderdeel          | series  | series | halve finale | halve finale | finale         | finale         |
| atleet                                                                  | onderdeel          | tijd    | rang   | tijd         | rang         | tijd           | rang           |
| ----------------------------------------------------------------------- | ------------------ | ------- | ------ | ------------ | ------------ | -------------- | -------------- |
| Anastasiya Kuliashova Anastasiya Shkurdai Ilya Shymanovich Mikita Tsmyh | 4x100 m wisselslag | 3.46,35 | 12     | n.v.t.       | n.v.t.       | niet geplaatst | niet geplaatst |